# Roodoogjuffers
De roodoogjuffers (Erythromma) vormen een geslacht van libellen (Odonata) uit de familie van de waterjuffers (Coenagrionidae).

## Soorten
Erythromma omvat 3 soorten:
- Erythromma lindenii (Selys, 1840) – Kanaaljuffer
- Erythromma najas (Hansemann, 1823) – Grote roodoogjuffer
- Erythromma viridulum (Charpentier, 1840) – Kleine roodoogjuffer